# Westfalia Mobil

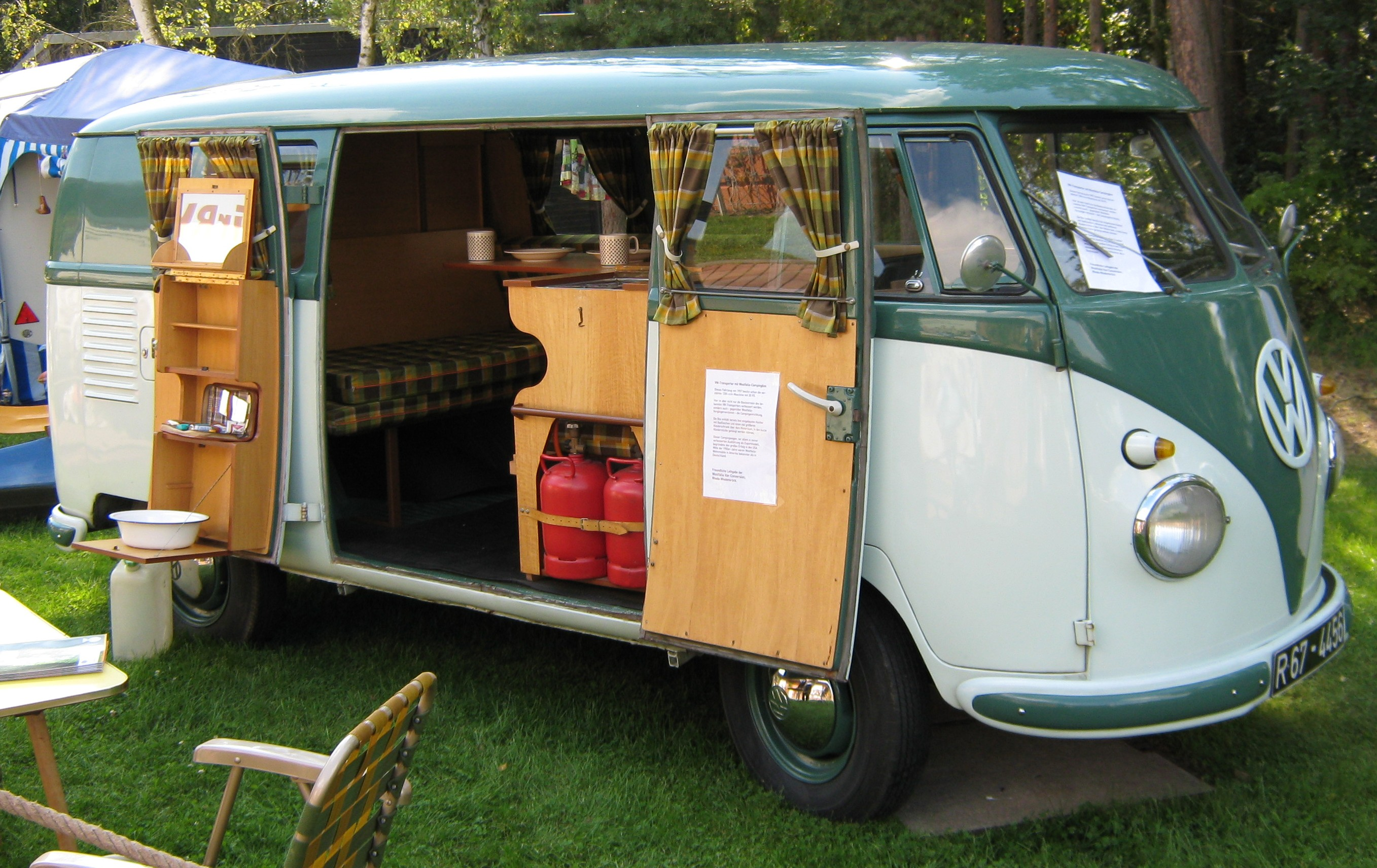
Volkswagen T1 Westfalia

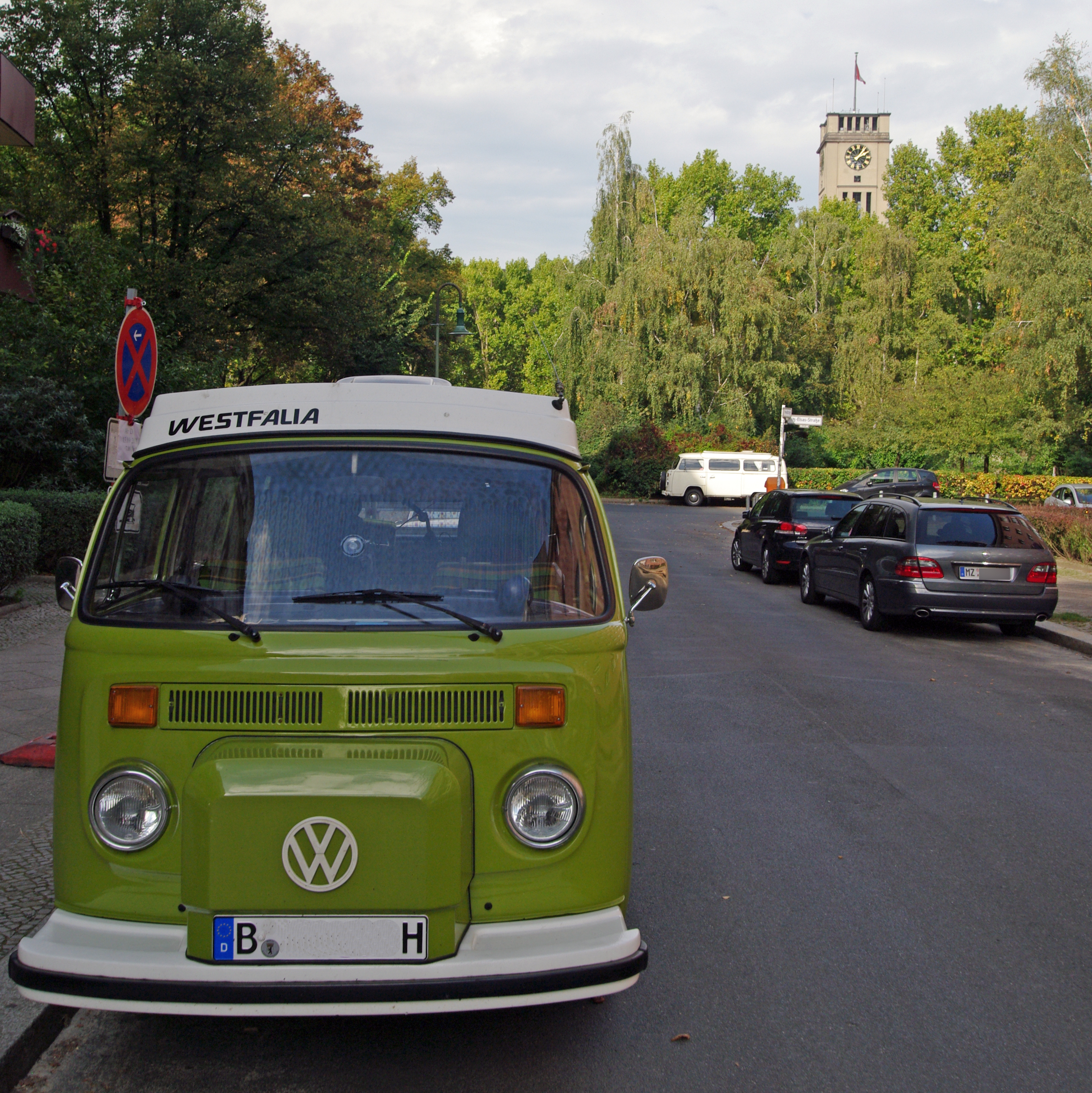
Volkswagen T2 Westfalia

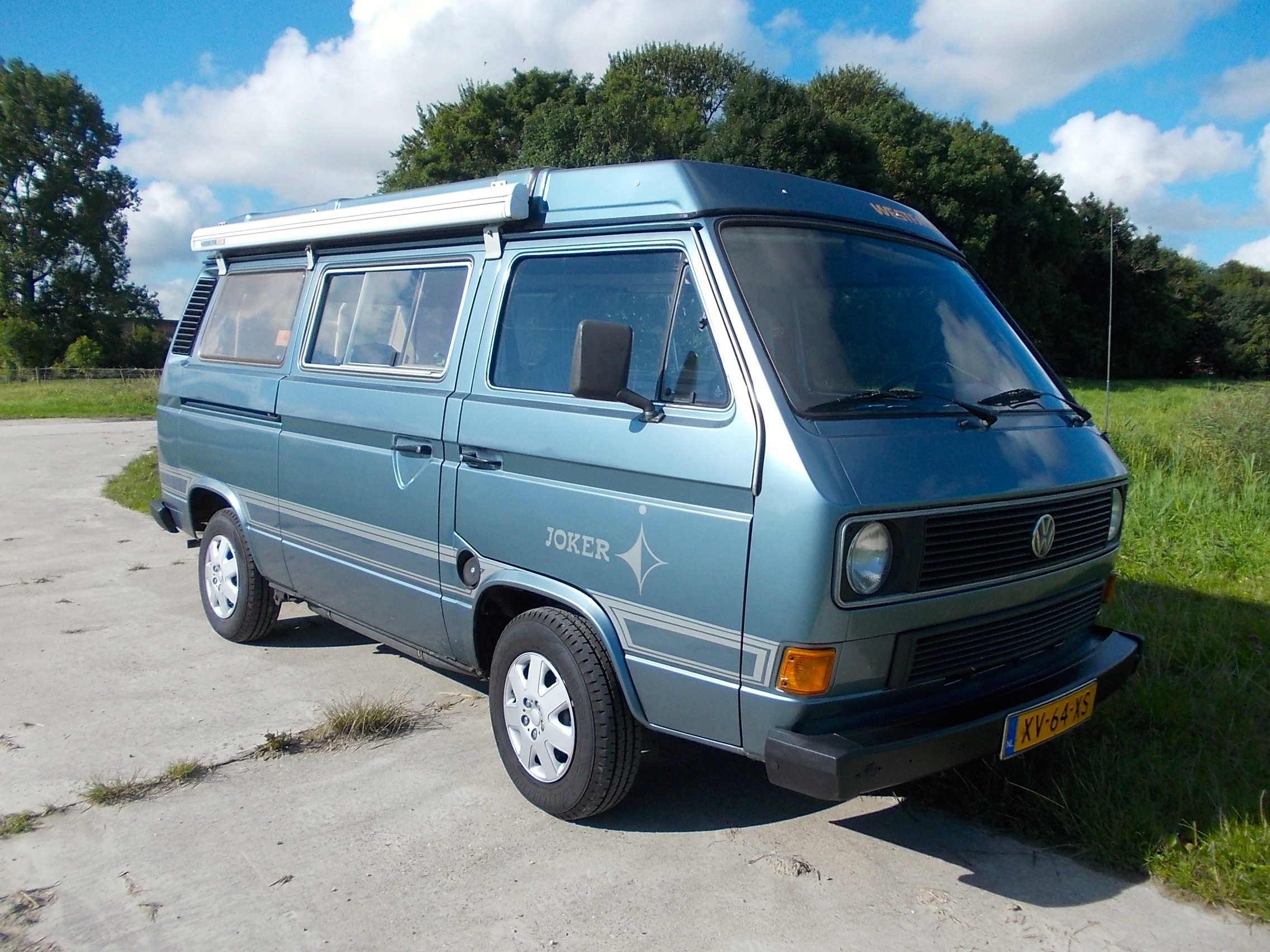
Volkswagen T3 (vloeistofgekoelde DG boxer motor) 1984 Westfalia "Joker"

Westfalia Mobil is een Duits bedrijf dat campers bouwt op basis van bestaande bestelwagens. Het is gevestigd te Rheda-Wiedenbrück in Noordrijn-Westfalen.
Het bedrijf begon op 1 oktober 1844 als smederij van Johann Bernhard Knöbel. Er werden paarden beslagen, en paardenwagens en koetsen gebouwd. In 1927 leverde de firma Knöbel zijn eerste aanhanger voor een  personenauto en in 1935 werd de kogelkoppeling toegepast, die tegenwoordig nog steeds wereldwijd wordt gebruikt.
In 1950 begon een langdurige samenwerking met Volkswagen. Onder de naam Westfalia werd voor het nieuwe model Volkswagen Type 2 een Camping-box geleverd, waarmee een Volkswagenbusje tijdelijk kon worden omgebouwd van bestelwagen tot camper. Later bouwde het bedrijf ook busjes permanent om tot camper. Westfalia bouwde verder van 1964 tot 1973 de Volkswagen Fridolin voor Volkswagen. Van 1952 tot 1979 werden bij Westfalia de cabines voor de Unimog gebouwd. 
In 1994 raakte het bedrijf in financiële problemen. Drie managers uit de regio kochten het bedrijf. Het werd in drie delen gesplitst:
- Westfalia Trailer Group GmbH
- Westfalia Van Conversion GmbH
- Westfalia-Automotive GmbH & Co. KG.

In 1999 werd Westfalia Van Conversion GmbH voor 49% aan DaimlerChrysler verkocht, dat in 2001 de overige 51% overnam. Een deel van de productie zou naar Düsseldorf worden verplaatst, maar bij een in 2006 gesloten overeenkomst werd van verplaatsing afgezien. Nadat in januari 2010 de bedrijfsnaam was gewijzigd in CVC-Camping Van Conversion vroeg het bedrijf op 27 januari 2010 uitstel van betaling aan. Het maakte een doorstart en werd in november van dat jaar overgenomen door de Franse Rapido-groep. Onder de naam Westfalia Mobil GmbH is het weer succesvol.